# Tessa Tennant
Tessa Tennant (29. Mai 1959 in Bletchingley, Surrey – 7. Juli 2018) war eine britische Bankerin und Umweltaktivistin. Sie war Mitglied der Leitung der Green Investment Bank.

## Leben
Tennant war seit 2007 in zweiter Ehe verheiratet mit Bill Staempfli, einem  New Yorker Architekten.
Im Juli 2018 erlag ie im Alter von 59 Jahren einer Krebserkrankung.

## Wirken
Tennant gründete den ersten britischen grünen Investmentfonds, den Merlin Fund, der später als Jupiter Fund bekannt wurde. Sie war an der Gründung der UNEP Finance Initiative beteiligt und gründete zudem das Carbon Disclosure Project, das tausende Unternehmen dazu veranlasste, ihre Treibhausgasemissionen offenzulegen.

## Auszeichnungen
- 2018: Order of the British Empire[4]
- 2018: Financial Times / IFC Transformational Business Awards, Lifetime Achievement Award[4]